# نینو بزوتسی
نینو بزوتسی (ایتالیایی: Nino Besozzi؛ ‏ ۶ فوریهٔ ۱۹۰۱ – ۲ فوریهٔ ۱۹۷۱) بازیگر اهل ایتالیا بود.
از فیلم‌های او می‌توان به همچون برگ‌ها، شبی با تو و روسینی اشاره کرد.